# Live 1975–85
Live/1975-85 ist das erste Livealbum des US-amerikanischen Rockmusikers Bruce Springsteen, das er zusammen mit der E Street Band aufgenommen hat.

## Allgemeines
Schon bevor Springsteen eine größere Anzahl von Alben herausgebracht hatte, hatte sich Bruce Springsteen & The E Street Band einen hervorragenden Ruf als Liveband erarbeitet und die Fans verlangten ein Livealbum, das mit Live/1975-85 veröffentlicht wurde. Die ausgewählten Aufnahmen lassen eine Dreiteilung erkennen, der erste Teil mit Aufnahmen aus den frühen und mittleren 1970er-Jahren, die einen eher ruhigen Springsteen vorstellen, der zweite mit Aufnahmen bis zum ersten Top-10-Hit Hungry Heart und der dritte mit seinen Erfolgen.
Die Erstveröffentlichung von Live/1975-85 erfolgte am 10. November 1986 bei CBS Records. Das Album erschien in seiner Originalausführung als CD (Katalognummer: 450227 2) und LP (Katalognummer: 450227 1) mit 40 Titeln. Für die Produktion zeichnete Jon Landau verantwortlich. Die Konzertfotos aus dem Begleitheft stammen unter anderen von Annie Leibovitz.

## Titelliste

### Seite A
1 Thunder Road – 5:41
- Roxy, 18. Oktober 1975

2 Adam Raised a Cain – 5:25
- Roxy, 7. Juli 1978

3 Spirit in the Night – 6:22
- Roxy, 7. Juli 1978

4 4th of July, Asbury Park (Sandy) – 6:29
- Nassau Coliseum, 31. Dezember 1980

### Seite B
1 Paradise by the "C" – 3:34
- Roxy, 7. Juli 1978

2 Fire 3:12
- Winterland, 16. Dezember 1978

3 Growin’ Up – 7:57
- Roxy, 7. Juli 1978

4 It’s Hard to Be a Saint in the City – 4:37
- Roxy, 7. Juli 1978

### Seite C
1 Backstreets – 7:27
- Roxy, 7. Juli 1978

2 Rosalita (Come Out Tonight) – 9:59
- Roxy, 7. Juli 1978

3 Raise Your Hand – 5:13
- Roxy, 7. Juli 1978

### Seite D
1 Hungry Heart – 4:27
- Nassau Coliseum, 28. Dezember 1980

2 Two Hearts – 3:05
- Meadowlands Arena, 8. Juli 1981

3 Cadillac Ranch – 4:50
- Meadowlands Arena, 6. Juli 1981

4 You Can Look (But You Better Not Touch) – 3:51
- Nassau Coliseum, 29. Dezember 1980

5 Independence Day – 5:09
- Meadowlands Arena, 6. Juli 1981

### Seite E
1 Badlands – 5:15
- Arizona State University, 5. November 1980

2 Because the Night – 5:18
- Nassau Coliseum, 28. Dezember 1980

3 Candy’s Room – 3:09
- Meadowlands Arena, 8. Juli 1981

4 Darkness on the Edge of Town – 4:24
- Nassau Coliseum, 29. Dezember 1980

5 Racing in the Streets – 8:13
- Meadowlands Arena, 6. Juli 1981

| style="width:50%;" |

### Seite F
1 This Land Is Your Land – 4:17
- Nassau Coliseum, 29. Dezember 1980

2 Nebraska – 4:16
- Meadowlands Arena, 6. August 1984

3 Johnny 99 – 4:21
- Giants Stadium, 19. August 1985

4 Reason to Believe – 5:19
- Meadowlands Arena, 19. August 1984

### Seite G
1 Born in the U.S.A. – 6:07
- Los Angeles Coliseum, 30. September 1985

2 Seeds – 5:11
- Los Angeles Coliseum, 30. September 1985

3 The River – 11:37
- Los Angeles Coliseum, 30. September 1985

### Seite H
1 War – 4:51
- Los Angeles Coliseum, 30. September 1985

2 Darlington County – 5:12
- Los Angeles Coliseum, 30. September 1985

3 Working on the Highway – 3:59
- Giants Stadium, 19. August 1985

4 The Promised Land – 5:32
- Los Angeles Coliseum, 30. September 1985

### Seite I
1 Cover Me – 6:58
- Los Angeles Coliseum, 30. September 1985

2 I’m on Fire – 4:24
- Giants Stadium, 19. August 1985

3 Bobby Jean – 4:26
- Giants Stadium, 21. August 1985

4 My Hometown – 5:08
- Los Angeles Coliseum, 30. September 1985

### Seite J
1 Born to Run – 5:02
- Giants Stadium, 19. August 1985

2 No Surrender – 4:42
- Meadowlands Arena, 6. August 1984

3 Tenth Avenue Freeze-Out – 4:18
- Meadowlands Arena, 20. August 1984

4 Jersey Girl – 6:30
- Meadowlands Arena, 9. Juli 1981

## Rezensionen
- Rolling Stone: „But it seems churlish to carp about titles when there is so much raw power, lyric honesty and spiritual determination packed into this box.“[4] (dt. Übersetzung: „Aber es scheint kleinlich, über die Titelauswahl zu nörgeln, wenn so viel rohe Kraft, lyrische Aufrichtigkeit und geistige Entschlossenheit in diese Box gepackt wurde.“)
- Uncut (01/03, S. 131) – ...Plenty of good stuff... (… eine Menge gutes Zeug …)[1]
- AllMusic: 4,5 von 5 Sternen[2]

## Kommerzieller Erfolg

### Chartplatzierungen
| ChartsChartplatzierungen       | Höchstplatzierung | Wochen/ Monate |
| ------------------------------ | ----------------- | -------------- |
| Deutschland (GfK)              | 8 (15 Wo.)        | 15 Wo.         |
| Österreich (Ö3)                | 8 (2 Mt.)         | 2 Mt.          |
| Schweiz (IFPI)                 | 6 (13 Wo.)        | 13 Wo.         |
| Vereinigte Staaten (Billboard) | 1 (26 Wo.)        | 26 Wo.         |
| Vereinigtes Königreich (OCC)   | 4 (9 Wo.)         | 9 Wo.          |

| ChartsJahrescharts (1987) | Platzierung |
| ------------------------- | ----------- |
| Deutschland (GfK)         | 72          |

### Auszeichnungen für Musikverkäufe
| Land/Region                  | Auszeichnungen für Musikverkäufe (Land/Region, Auszeichnung, Verkäufe) | Verkäufe   |
| ---------------------------- | ---------------------------------------------------------------------- | ---------- |
| Australien (ARIA)            | Platin                                                                 | 70.000     |
| Deutschland (BVMI)           | Gold                                                                   | 250.000    |
| Finnland (IFPI)              | Gold                                                                   | 32.402     |
| Frankreich (SNEP)            | Gold                                                                   | 100.000    |
| Neuseeland (RMNZ)            | Gold                                                                   | 10.000     |
| Niederlande (NVPI)           | Platin                                                                 | 100.000    |
| Portugal (AFP)               | Gold                                                                   | 20.000     |
| Schweden (IFPI)              | Platin                                                                 | 100.000    |
| Schweiz (IFPI)               | Gold                                                                   | 25.000     |
| Vereinigte Staaten (RIAA)    | 13× Platin                                                             | 13.000.000 |
| Vereinigtes Königreich (BPI) | Gold                                                                   | 100.000    |
| Insgesamt                    | 7× Gold · 6× Platin · 1× Diamant ·                                     | 13.807.402 |

Hauptartikel: Bruce Springsteen/Auszeichnungen für Musikverkäufe